# Penrosada discontinua
Penrosada discontinua är en fjärilsart som beskrevs av Brown 1944. Penrosada discontinua ingår i släktet Penrosada, och familjen praktfjärilar. Inga underarter finns listade i Catalogue of Life.